# Jean Parkman Brown
Jean Parkman Brown est une compositrice américaine.

## Biographie
Elle écrit un traité, Intervals, Chords and Ear Training (Traité des Intervalles, des Accords et de la Mélodie).